# Lahnerleitenspitze
Lahnerleitenspitze är en bergstopp i Österrike.   Den ligger i distriktet Leoben och förbundslandet Steiermark, i den östra delen av landet, 150 km sydväst om huvudstaden Wien. Toppen på Lahnerleitenspitze är 2 027 meter över havet, eller 256 meter över den omgivande terrängen. Bredden vid basen är 2,8 km.
Terrängen runt Lahnerleitenspitze är kuperad åt sydost, men åt nordväst är den bergig. Närmaste större samhälle är Trieben, 14,7 km väster om Lahnerleitenspitze. 
I omgivningarna runt Lahnerleitenspitze växer i huvudsak blandskog. Runt Lahnerleitenspitze är det ganska tätbefolkat, med 60 invånare per kvadratkilometer.